# ويليام والتر فيلبس
ويليام والتر فيلبس (بالإنجليزية: William Walter Phelps)‏ هو دبلوماسي ومحامي وقاضي وسياسي أمريكي، ولد في 24 أغسطس 1839 في نيويورك في الولايات المتحدة، وتوفي في 17 يونيو 1894 في إنغلوود في الولايات المتحدة. حزبياً، نشط في الحزب الجمهوري. وقد انتخب عضو مجلس النواب الأمريكي.